# Konstantin Fedine
Constantin Alexandrovitch Fedine (en russe : Константи́н Алекса́ндрович Фе́дин), né le 7 mars 1892 à Saratov et mort le 15 juillet 1977 à Moscou, est un écrivain soviétique,.

## Biographie
Constantin Fedine naît à Saratov dans la famille d'un propriétaire de papeterie. En 1911, sur l'insistance de ses parents il entre à l'Institut commercial de Moscou.
Sa première publication, un court récit Les Broutilles, a lieu en 1913, dans l'hebdomadaire humoristique Novy Satirikon fondé par l'ancien comité de rédaction du Strekoza. Au printemps 1914, après avoir terminé sa troisième année d'études, il part pour un séjour linguistique en Allemagne, où il est rattrapé par la Première Guerre mondiale. Jusqu'en 1918, il reste en Allemagne en tant que prisonnier civil, travaillant comme acteur dans les théâtres des villes de Zittau et Görlitz. De retour à Moscou en septembre 1918, il travaille au Narkompros. En 1919, il vit à Syzran (aujourd'hui dans l'oblast de Samara) et travaille comme secrétaire du comité exécutif municipal, édite le journal Syzranski Kommunard et la revue Réponse. En octobre 1919, mobilisé et envoyé à Pétrograd, dans la section de propagande politique de la division spéciale de cavalerie Bachkire, où il travaille avant d'être transféré à la rédaction du journal de la 7e Armée. Il devient à cette époque membre du Parti communiste et collabore à la Petrogradskaïa Pravda.
En 1921, il intègre le groupe littéraire des Frères Sérapion. Il est également nommé secrétaire responsable, avant de devenir membre du comité de rédaction du mensuel Kniga i revolutsia [Livre et Révolution] dirigé alors par Mikhaïl Lemke (ru). La même année, Fedine quitte le Parti communiste, expliquant cela par la nécessité de consacrer toutes ses forces à l'écriture. Il est successivement secrétaire du comité de rédaction des éditions d'État à Pétrograd (1921-1922) ; membre du conseil d'administration de l'artel littéraire Kroug et de la maison d'édition Kroug (1923-1929) ; le secrétaire exécutif de la revue Zvezda (1924-1926) ; président du conseil d'administration de la maison d'édition des écrivains de Léningrad (1928-1934). Dans les années 1920, Fedine publie le roman Anna Timofeïevna (1921-1922), Chroniques de Narovchatsk (1924-1925), Les Moujiks (1926), Transvaal (1925-1926), Le Vieil Homme (1928, 1929), une série de nouvelles. Pour sa nouvelle Jardin (1921), Fedine reçoit le premier prix au concours de la Maison des littéraires de Pétrograd.
Il participe à l'écriture de l'ouvrage collectif Les Grands Incendies (Большие пожары), un roman-feuilleton publié par le magazine Ogoniok en 1927. D'autres écrivains participent à l'écriture : Alexandre Grine, Leonid Leonov, Isaac Babel, Alexeï Novikov-Priboï, Alexis Tolstoï, Mikhaïl Zochtchenko, Véra Inber, Lev Nikouline, Boris Lavrenev. Le roman ne sortira sous forme d'un livre qu'en 2009, avec la préface de Dmitri Bykov.

À cette époque, il écrit deux de ses meilleurs romans : Les villes et les années, qui revient sur sa vie en Allemagne pendant la Première Guerre mondiale et son expérience de la guerre civile russe, et Les Frères qui évoque la Russie du temps de la Révolution. Les deux romans se penchent sur le sort de l'intelligentsia et sont accueillis avec enthousiasme par les lecteurs soviétiques et étrangers (en 1926 à 1929, ils sont traduits en allemand, polonais, tchèque, espagnol, français). Stefan Zweig écrit à Fedine à propos des Frères le 10 décembre 1928 : 

« Vous possédez ce qui est si inaccessible à la plupart chez un artiste russe (et dont je suis, à mon grand regret, complètement dépourvu), — une excellente capacité de représenter, d'une part, le populaire, le simple, l'humain, et en même temps créer des figures artistiques exquises, révéler des conflits spirituels dans toute leur manifestation métaphysique. »

Il contracte une forme sévère de la tuberculose pulmonaire, qui l'oblige à effectuer une cure à Davos (Suisse) de septembre 1931 au novembre 1932, puis une autre à St. Blasien (Allemagne). Dans les années 1933-1934, en tant que membre du comité d'organisation, il participe à la préparation du premier Congrès des écrivains soviétiques. Jusqu'en 1937, Fedine continue de vivre à Léningrad (33, perspective Liteïny), puis déménage à Moscou. En 1933-1935, il travaille sur L'Enlèvement d'Europe — le premier roman politique de la littérature soviétique. Le Sanatorium Arktur (1940), écrit sous l'impression de son séjour à Davos, fait écho à la thématique de la Montagne magique de Thomas Mann. Le retour à la santé du héros du roman — un citoyen soviétique transplanté à l'Occident sous le joug de la crise économique la veille de l'arrivée des nazis au pouvoir —, symbolise les avantages du système soviétique.
Pendant les années de guerre, d'octobre 1941 au janvier 1943, Fedine vit avec sa famille à Tchistopol, où il écrit trois cycles d'essais consacrés à ses déplacements sur la ligne de front et dans les régions fraîchement libérées des Allemands, ainsi qu'un livre de mémoires Gorki parmi nous sur la vie littéraire de Pétrograd au début des années 1920, un groupe des Frères Sérapion et le rôle joué par Gorki dans le sort des jeunes écrivains. Ce dernier livre fut à plusieurs reprises objet de la critique sévère des autorités littéraires soviétiques pour déformation de l'image de Gorki et ne sera intégralement publié qu'en 1967. 
De novembre 1945 à février 1946, en tant qu'envoyé spécial du journal Izvestia, Fédine couvre le procès de Nuremberg.
En 1947-1955, Fedine est le chef de la section de prose, puis en 1955-1959, président du conseil d'administration de la branche moscovite de l'Union des écrivains soviétiques. Premier secrétaire (1959-1971) et président du Conseil (1971-1977) de l'Union des écrivains soviétiques.
En 1958, Fedine est élu membre de l'Académie des sciences de l'URSS pour le Département de littérature et de langue. À partir de 1943, il travaille sur la trilogie La Première Joie (1943-1945), L'Été extraordinaire (1945-1948), Le Feu de joie (commencé en 1949, le second livre est resté inachevé). En 1957, il écrit l'almanach L'Écrivain, l'art, le temps (1957), qui comprend des articles critiques sur le travail de l'écrivain et des essais sur les auteurs classiques et contemporains, bien accueilli notamment par Boris Pasternak.
Il enseigne à l'Institut de littérature Maxime-Gorki et est élu député du 3e-9eSoviet suprême de l'Union soviétique.
Si, à l'époque de la Grande Guerre patriotique, Fedine se positionne comme défenseur de la liberté d'expression et de la tradition de la grande littérature russe, plus tard lorsqu'il occupe les postes importants sa conduite devient de plus en plus conforme à celle des autorités du Parti communiste. Ainsi il ne prit pas la défense de Boris Pasternak tombé en disgrâce auprès des autorités soviétiques et accusé de subjectivisme, avec qui il avait pourtant été ami pendant vingt ans. Il se prononce à la réunion de l'Union des écrivains contre la publication du roman Le Pavillon des cancéreux d'Alexandre Soljenitsyne, bien que plus tôt il avait salué la publication d'Une journée d'Ivan Denissovitch dans le journal Novy Mir.
Fedine signe également la lettre ouverte du groupe d'écrivains soviétiques qui se joignent aux quarante académiciens soviétiques condamnant Alexandre Soljenitsyne et Andreï Sakharov dans la Pravda du 29 août 1973, qui sera à son tour publiée par la Pravda le 31 août 1973.
Mort à Moscou le 15 juillet 1977, Fedine est enterré au cimetière de Novodevitchi. Sa seconde épouse est décédée en 1992. 

## Récompenses
- prix Staline (1949) pour les romans Les premières joies (Первые радости, 1945) et L'été extraordinaire (Необыкновенное лето, 1948)
- Héros du travail socialiste (1967)
- Ordre de Lénine (1962, 1967, 1972, 1975)
- Ordre de la révolution d'Octobre (1971)
- Ordre du Drapeau rouge du Travail (1939, 1952)
- Ordre du Mérite patriotique